# 国土技術政策総合研究所
国土技術政策総合研究所（こくどぎじゅつせいさくそうごうけんきゅうじょ、NILIM、英語: National Institute for Land and Infrastructure Management）は、国土交通省が所管する事業において、調査、試験、研究、開発などを行うことを目的に設置された社会資本整備に関する唯一の研究機関で、国土交通省の施設等機関である。略称は「国総研（こくそうけん）」

## 概要

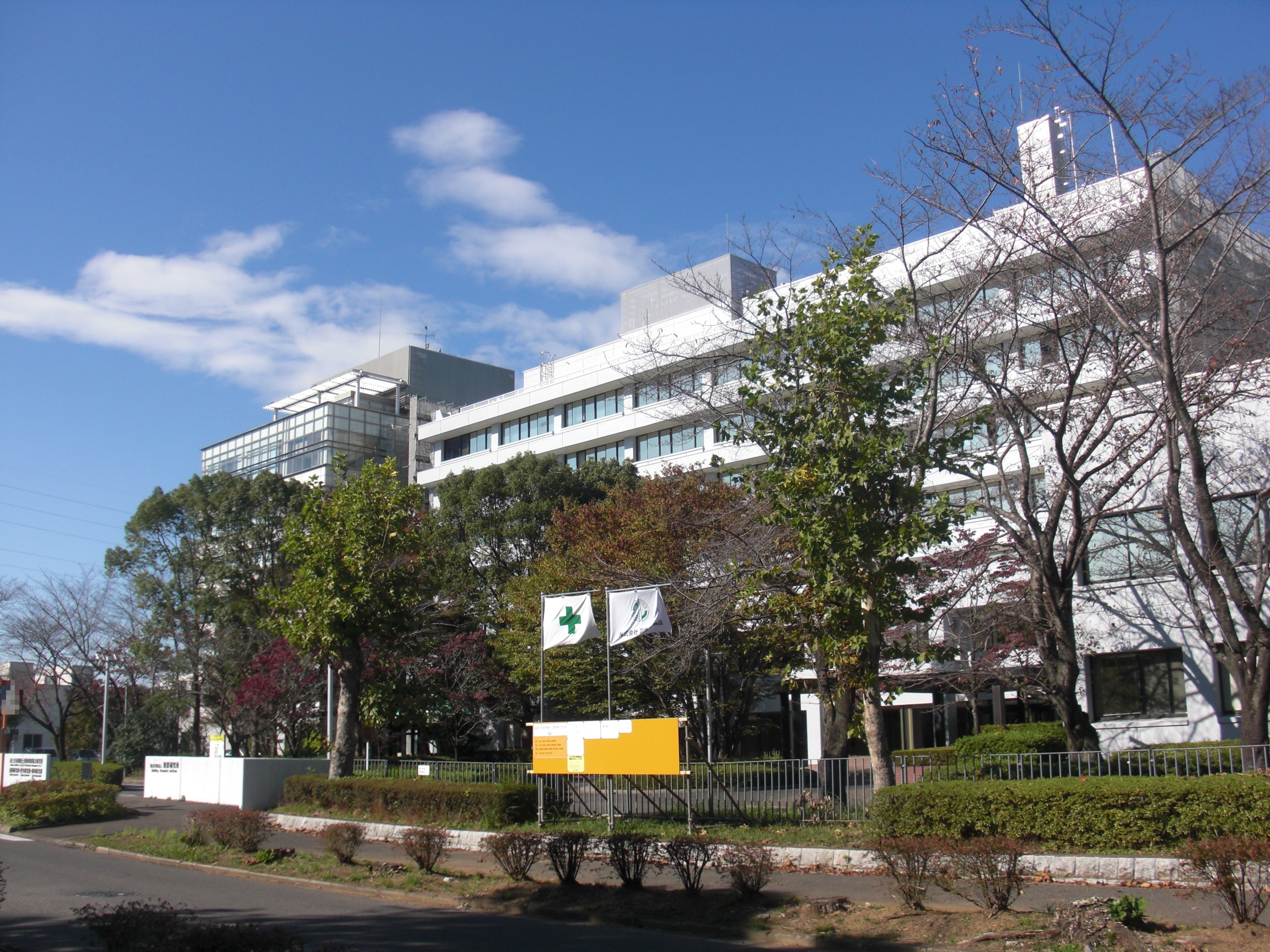
立原庁舎（建築研究所と共通）

2001年(平成13年)4月に、国土交通省土木研究所・建築研究所・港湾技術研究所の各研究所を統合および再編し、国総研と独立行政法人各研究所（土木、建築、港湾空港技術）に分割した。国土交通省所管事業に関わるもので調査・研究・技術開発・法令等にかかわるものは国総研が、公共上の見地で必要で民間ではあまり行われないような独自の調査・研究・技術開発などを要する事業等については独立行政法人各研究所が所管している。
所在地は、旧建設省・運輸省の研究所本部（つくば市旭・立原、横須賀市）があった関係から3ヶ所ある。本部・土木研究部門・各センター（旧土木研究所）は茨城県つくば市旭、建築・都市・住宅研究部門（旧建築研究所）は茨城県つくば市立原、港湾・空港研究部門（旧港湾技術研究所）は神奈川県横須賀市長瀬にそれぞれある。

## 所在
- 本部・旭庁舎（総務・企画、環境・河川・下水道・道路研究部門、3センター）：茨城県つくば市旭1
- 立原庁舎（建築・住宅・都市研究部門）：茨城県つくば市立原1
- 横須賀庁舎（管理調整、港湾・空港・沿岸海洋部門）：神奈川県横須賀市長瀬3-1-1

## 目的・基本方針等
国総研は、社会資本の利用者である国民の満足度（例えば、美しく良好な環境の保全と創造、安心して安全に暮らせる国土、豊かさとゆとりを感じられる生活、活力ある地域社会）を高めるため、3つの研究開発（基本方針）を掲げている。

### 研究開発
- 「政策支援」－政策企画・立案の一環としての研究開発
- 「技術基準策定」－法令に基づく技術基準の策定に関する研究開発
- 「技術支援」－（国交省）直轄事業の執行・管理に必要な研究開発及び地方公共団体（補助）他への技術指導

## 国総研発足までの経緯
土木研究所は内務省土木局の道路材料試験所、建築研究所は大蔵省大臣官房営繕課の研究室と、港湾空港技術研究所は鉄道省の港湾研究室としてそれぞれ発足している。（沿革については各研究所の項目を参照のこと）

## 組織
所長を筆頭に、各部・研究部および各センターと構成されている。研究総括として研究総務官が置かれているほか、各研究部（および各センター）には部長（およびセンター長）以下室長よりも格上の研究官（評価研究官、コーディネート研究官、流域管理研究官など）が置かれている部署もある。

### 幹部
- 所長
- 副所長2名
- 研究総務官2名

### 本部・旭庁舎
- 総務部
  - 調査官
  - 福利厚生官
  - 契約財産管理官
  - 人事厚生課
  - 総務課
  - 会計課
  - 総務管理官
- 企画部
  - 企画課
  - 研究評価・推進課
  - 施設課
  - 国際研究推進室
  - サイバーセキュリティ対策・情報利活用推進官
  - インフラ情報高度利用技術研究官
  - 評価研究官
  - 基準研究官
- 上下水道研究部
  - 上下水道研究官
  - 下水道エネルギー・機能復旧研究官
  - 水道研究室
  - 下水道研究室
  - 下水処理研究室
- 河川研究部
  - 河川構造物管理研究官
  - 水防災システム研究官
  - 水環境研究官
  - 河川研究室
  - 海岸研究室
  - 水循環研究室
  - 大規模河川構造物研究室
  - 水害研究室
- 土砂災害研究部
  - 土砂災害情報研究官
  - 砂防研究室
  - 土砂災害研究室
- 道路交通研究部
  - 道路研究官
  - 道路防災研究官
  - 道路情報高度化研究官
  - 道路研究室
  - 道路交通安全研究室
  - 道路環境研究室
  - 高度道路交通システム研究室
- 道路構造物研究部
  - 道路構造物管理システム研究官
  - 道路構造物機能復旧研究官
  - 橋梁研究室
  - 構造・基礎研究室
  - 道路基盤研究室
  - 道路地震防災研究室
- 社会資本マネジメント研究センター
  - 社会資本マネジメント研究室
  - 社会資本システム研究室
  - 社会資本施工高度化研究室
  - 社会資本情報基盤研究室
  - 建設経済・環境研究室
  - 緑化生態研究室
  - 建設マネジメント研究官
  - 国土防災研究官
  - 情報研究官

### 立原庁舎
- 総務部
  - 総務管理官
- 建築研究部
  - 建築新技術統括研究官
  - 建築品質研究官
  - 建築災害対策研究官
  - 基準認証システム研究室
  - 構造基準研究室
  - 防災基準研究室
  - 設備基準研究室
  - 材料・部材基準研究室
  - 評価システム研究室
- 住宅研究部
  - 建築環境新技術研究官
  - 住宅性能研究官
  - 住宅情報システム研究官
  - 住宅計画研究室
  - 住宅ストック高度化研究室
  - 建築環境研究室
  - 住宅生産研究室
- 都市研究部
  - 都市計画研究室
  - 都市施設研究室
  - 都市防災研究室
  - 都市開発研究室

### 横須賀庁舎
- 管理調整部（→港湾・空港研究部門の企画部に相当）
  - 管理課
  - 企画調整課
  - 国際業務研究室
- 港湾・沿岸海洋研究部
  - 港湾新技術研究官
  - 沿岸海洋新技術研究官
  - 津波・高潮災害研究官
  - 港湾計画研究室
  - 港湾システム研究室
  - 港湾施設研究室
  - 沿岸域システム研究室
  - 海洋環境・危機管理研究室
  - 港湾・沿岸防災研究室
- 空港研究部
  - 空港新技術研究官
  - 空港計画研究室
  - 空港施設研究室
  - 空港施工システム室
- 港湾情報化支援センター
  - 情報システム課
  - 積算支援業務課
  - 港湾施工システム・保全課
  - 港湾業務情報化研究室

### 能登庁舎
- 上下水道研究部
  - 能登上下水道復興支援室（令和11年3月31日まで）

## 関係機関
- 独立行政法人
  - 土木研究所
  - 建築研究所
  - 港湾空港技術研究所